# John Larkin (acteur, 1912-1965)
Pour les articles homonymes, voir Larkin et John Larkin.

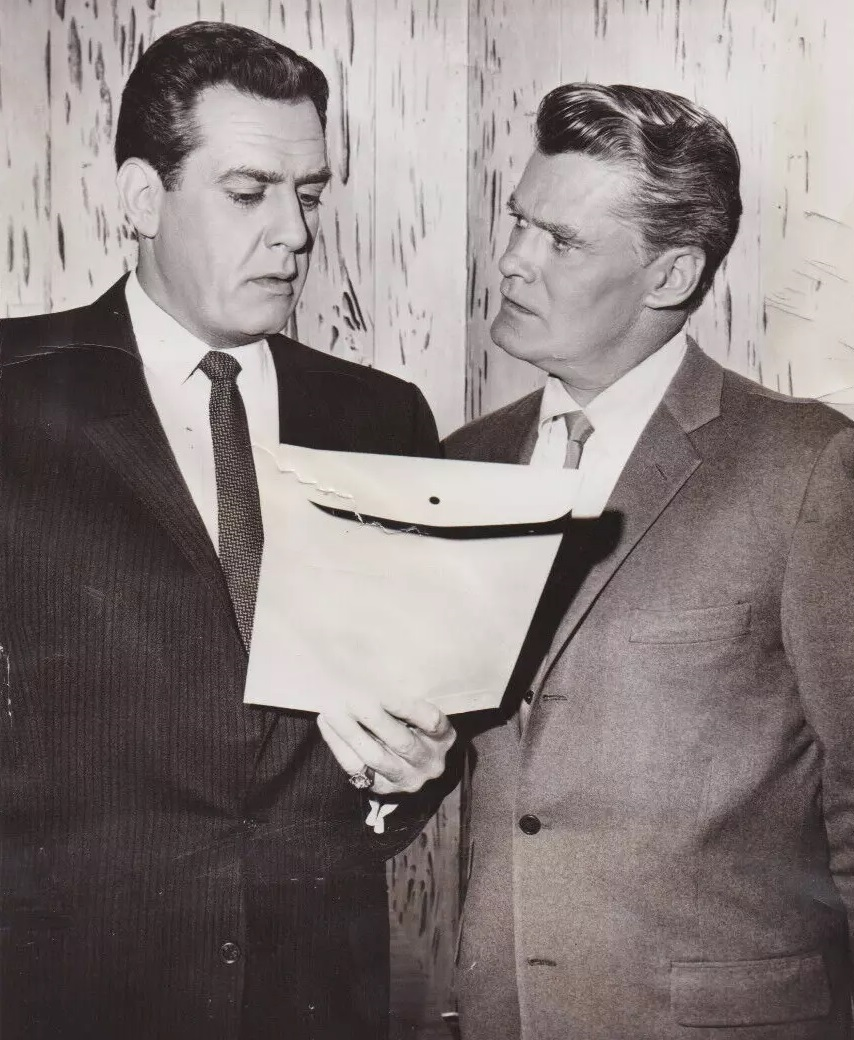
Perry Mason (photo promotionnelle, 1962), avec Raymond Burr (à g.) et John Larkin

John Larkin, né le 11 avril 1912 à Oakland (Californie) et mort le 29 janvier 1965 à Los Angeles (quartier de Studio City, Californie), est un acteur américain.

## Biographie
Très actif à la radio dès les années 1930, John Larkin y personnifie notamment Perry Mason entre 1947 et 1955, dans la série radiophonique éponyme (en).
Au cinéma, il contribue à seulement trois films américains, Sept Jours en mai de John Frankenheimer (1964, avec Burt Lancaster et Kirk Douglas), Calloway le trappeur de Norman Tokar (1965, avec Brian Keith et Vera Miles), et enfin Station 3 : Ultra Secret de John Sturges (1965, avec George Maharis et Richard Basehart).
Pour la télévision américaine, il collabore à dix-huit séries à partir de 1954, dont Les Incorruptibles (deux épisodes, 1962-1963), Suspicion (deux épisodes, 1963-1964) et Perry Mason (quatre épisodes, 1962-1964), où le rôle-titre est repris par Raymond Burr. Sa dernière série est Saints and Sinners (en) (vingt-et-un épisodes, 1964-1965).
John Larkin meurt prématurément en janvier 1965, à 52 ans, d'une crise cardiaque.

## Filmographie

### Cinéma (intégrale)
- 1964 : Sept Jours en mai (Seven Days in May) de John Frankenheimer : Colonel Broderick
- 1965 : Calloway le trappeur (Those Calloways) de Norman Tokar : Jim Mellott
- 1965 : Station 3 : Ultra Secret (The Satan Bug) de John Sturges : Dr Leonard Michaelson

### Télévision (sélection)
Séries
- 1962 : Le Gant de velours (The New Breed), saison unique, épisode 30 Hail, Hail, the Gang's All Here de Walter Grauman : Chuck Graffer
- 1962-1963 : Les Incorruptibles (The Untouchables)
  - Saison 3, épisode 25 Le Contrat (The Contract, 1962) de Bernard L. Kowalski : Ray Quist
  - Saison 4, épisode 22 Le Garçon-boucher (The Butcher's Boy, 1963) : Philip Hedden
- 1962-1964 : Perry Mason
  - Saison 5, épisode 27 The Case of the Counterfeit Crank (1962) de Jerry Hopper : Jay Fenton
  - Saison 6, épisode 25 The Case of the Greek Goddess (1963) de Jesse Hibbs : John Kenyon
  - Saison 7, épisode 6 The Case of the Reluctant Model (1963) de Jesse Hibbs : Otto Olney
  - Saison 8, épisode 5 The Case of the Betrayed Bride (1964) d'Arthur Marks : Todd Meecham
- 1963 : Gunsmoke ou Police des plaines (Gunsmoke ou Marshal Dillon), saison 8, épisode 17 Louie Pheeters : Murph
- 1963 : Bonanza, saison 4, épisode 15 Le Colonel (The Colonel) de Lewis Allen : Colonel Frank Medford
- 1963 : Le Fugitif (The Fugitive), saison 1, épisode 9 Billet pour l'Alaska (Ticket to Alaska) de Jerry Hopper : Capitaine Carraway
- 1963-1964 : Suspicion (The Alfred Hitchcock Hour)
  - Saison 1, épisode 30 Dear Uncle George (1963) de Joseph M. Newman : Simon Aldritch
  - Saison 2, épisode 16 The Evil of Adelaide Winters (1964) de László Benedek : Edward Porter
- 1964 : La Grande Caravane (Wagon Train), saison 7, épisode 25 The Duncan McIvor Story d'Herschel Daugherty : Colonel Lipton
- 1964 : Haute Tension (Kraft Suspense Theatre), saison 2, épisode 11 The Wine-Dark Sea d'Elliot Silverstein : Foster Drake
- 1964-1965 : Saints and Sinners (en), 21 épisodes : Major-général Willey Crowe

## Séries radiophoniques (sélection)
- 1935-1941 : Girl Alone (en) : Frankie McGinnis
- 1947-1955 : Perry Mason (en) : Perry Mason